# Llibre
Un llibre és una obra escrita o d'imatges impresa o manuscrita no periòdica. Segons la definició de la UNESCO, per a ser un llibre un document ha de ser una publicació impresa no periòdica que té cinquanta o més pàgines, sense comptar les cobertes. Un llibre pot tractar de qualsevol tema.
Sintèticament, es pot dir que el llibre neix com a còdex, fet amb pergamí o vitel·la, i després es va començar a fer amb paper. És arran de la impremta que es desenvolupa el llibre de paper, constant d'una sèrie de fulls de paper, cosits o enquadernats. Posteriorment n'han aparegut altres suports físics, i avui dia el llibre de paper conviu amb el llibre digital i audiollibre.
La bibliologia és la disciplina que estudia el llibre en tots els seus aspectes, mentre que la biblioteconomia estudia, entre moltes altres matèries, els sistemes de tractament dels llibres i documents perquè siguin més accessibles al públic, especialment quan es troben en grans quantitats, com en les biblioteques.
Algunes obres especialment llargues, com per exemple les enciclopèdies, es divideixen en llibres coneguts amb el nom de «volums».

## Altres definicions
Un llibre és també cadascuna de les parts de l'obra en els codis i lleis d'una gran extensió. També s'anomena llibre tota obra independent, fent abstracció de la concreció física formal.
Un llibre és una col·lecció d'un o més treballs escrits, usualment imprès en paper i cobert amb tapes per a protegir-lo i organitzar el material imprès.

## Etimologia

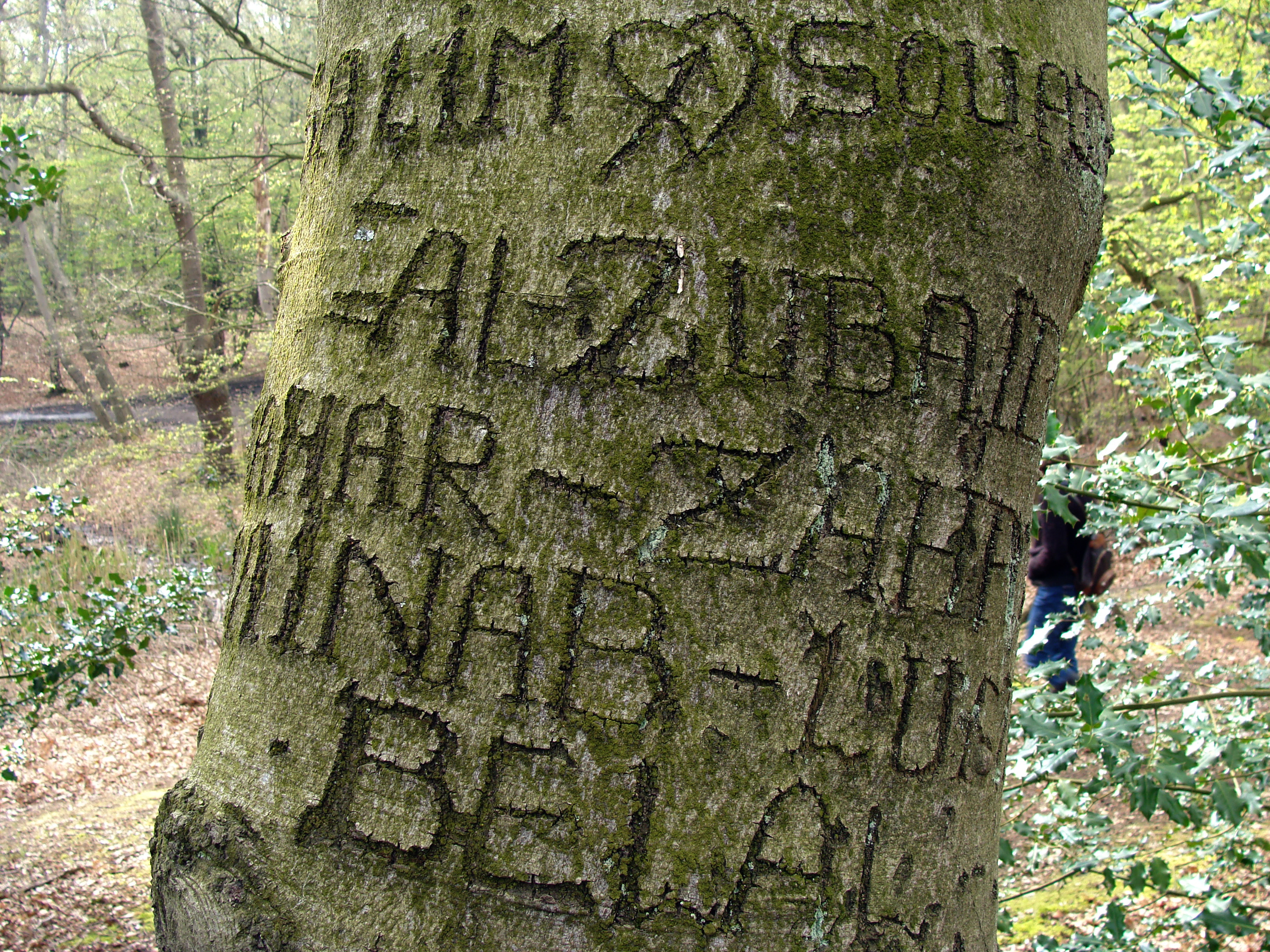
Avui en dia és força habitual veure escrits als arbres i se sol considerar vandalisme

El nom amb què es designa el llibre en català i en la major part de llengües romàniques és de formació baixmedieval, i prové del llatí liber, que significa 'escorça d'arbre'; significat originari, així mateix, del nom que rep el llibre en grec, býblos.
El nom emprat en les llengües germàniques (p. ex. book o buch) i algunes llengües eslaves (p. ex. bukvà) prové d'una arrel indoeuropea de significat anàleg.

## Context

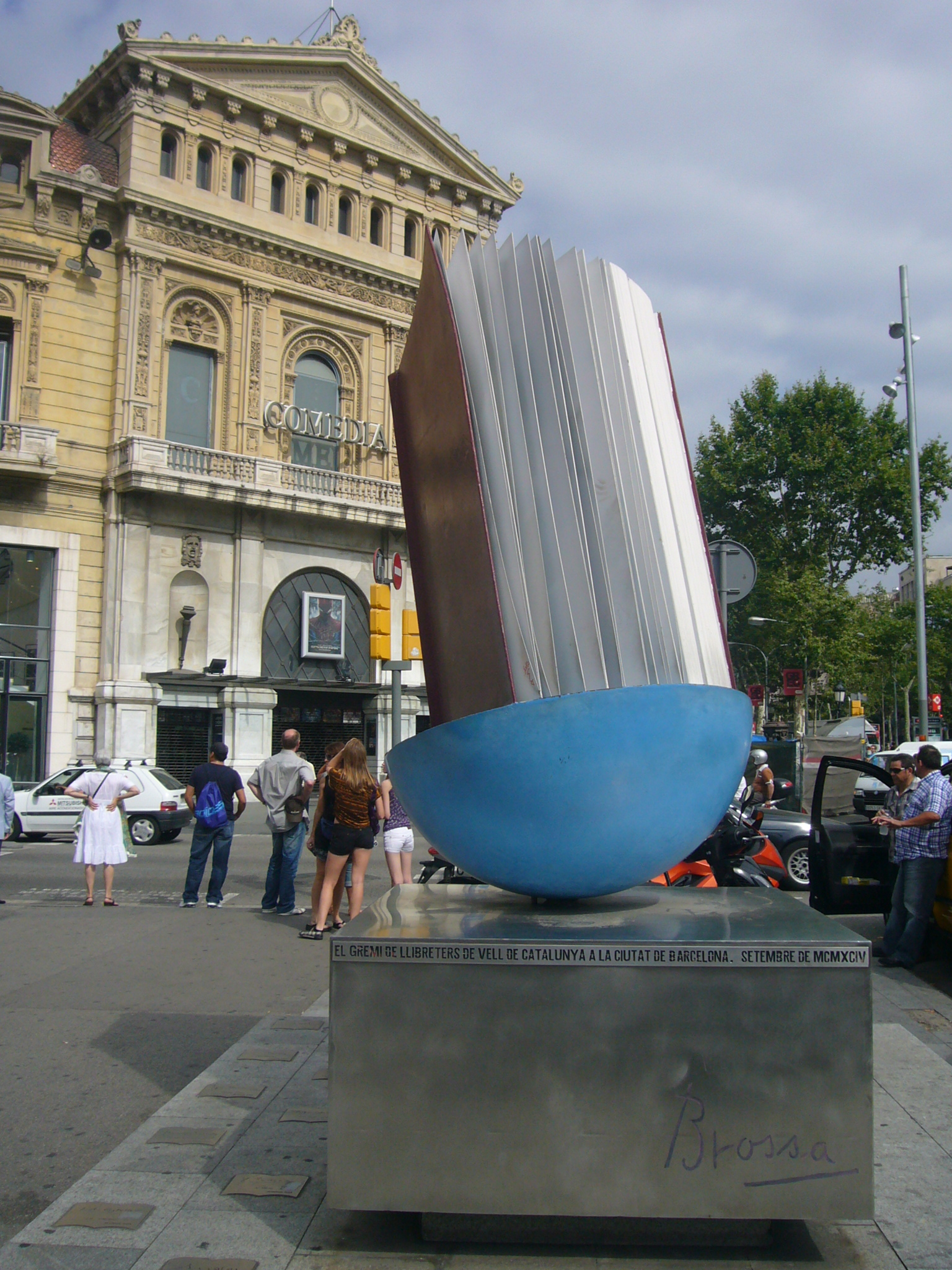
Homenatge al llibre de Joan Brossa

Des dels seus orígens, la humanitat ha hagut de fer front a la manera de transmetre els continguts en l'espai i en el temps i la manera de preservar-los.
L'encarament d'aquestes qüestions suposa, d'una banda, determinar la forma de garantir la integritat intel·lectual del contingut de l'obra i la conservació del suport en el qual fou palesadai, d'altra banda, el mitjà pel qual es mantindrà inalterada la intenció o finalitat per la qual va concebre's.
Els orígens de la història del llibre es remunten a les primeres manifestacions pictòriques dels nostres avantpassats, la pintura rupestre de l'humà del Paleolític. Amb un simbolisme carregat de significats religiosos, aquestes pintures presentaven animals, caceres i altres escenes quotidianes de l'entorn natural de l'humà antic, que tractava de dominar les forces adverses de la natura capturant-ne l'essència mitjançant la seva representació.

### Comunicació oral

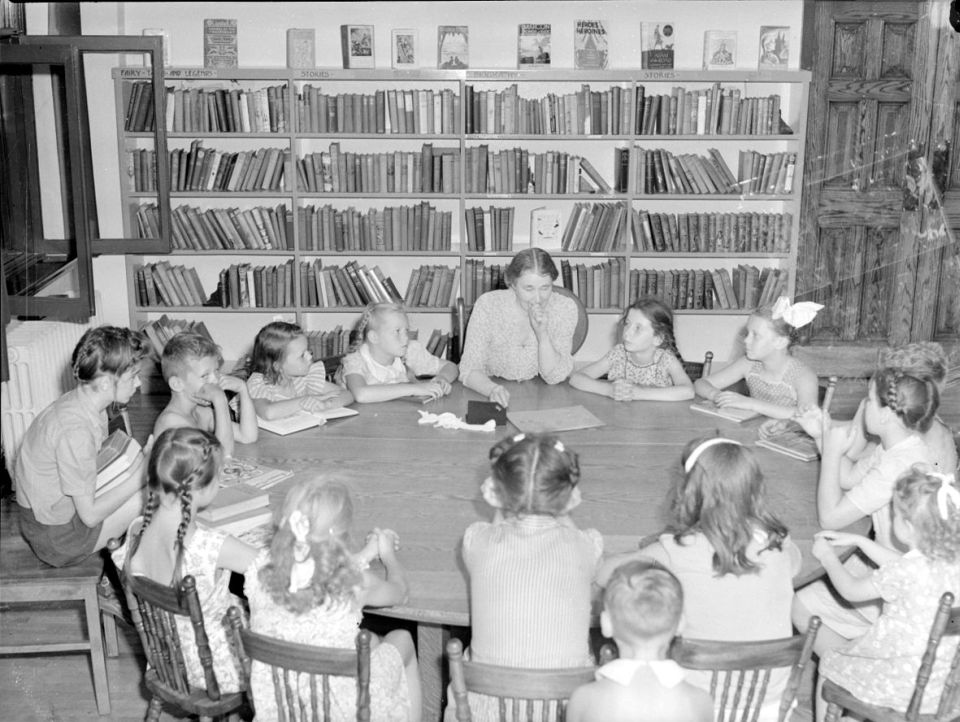
La transmissió oral no ha desaparegut amb els llibres

La paraula parlada és la forma més antiga d'expressar i manifestar missatges i històries. Es pot afirmar que, primigèniament, existí el que s'anomena "llibre oral". Mitjançant fórmules de valor mnemotècnic, com les estudiades per W. Ong i altres especialistes, s'estructuraven narracions, reals o no, que passaven de generació en generació per transmissió oral, com una valuosa herència cultural dels més diversos grups humans.
Les regles mnemotècniques ajudaven tant a la memorització com a la reproducció dels relats. És el cas, per exemple, dels poemes homèrics, que han merescut valuosíssims estudis sobre el particular. És gairebé segur que gran part de les tradicions i llegendes han tingut un origen semblant.
Aquesta transmissió oral tenia l'inconvenient dels "sorolls" que deformaven el missatge. La major part de les vegades era el narrador (avi, mare, veí, amic, rapsode, aede, joglar) qui, en funció dels seus interessos, la deformava d'una manera o una altra.

### Escriptura

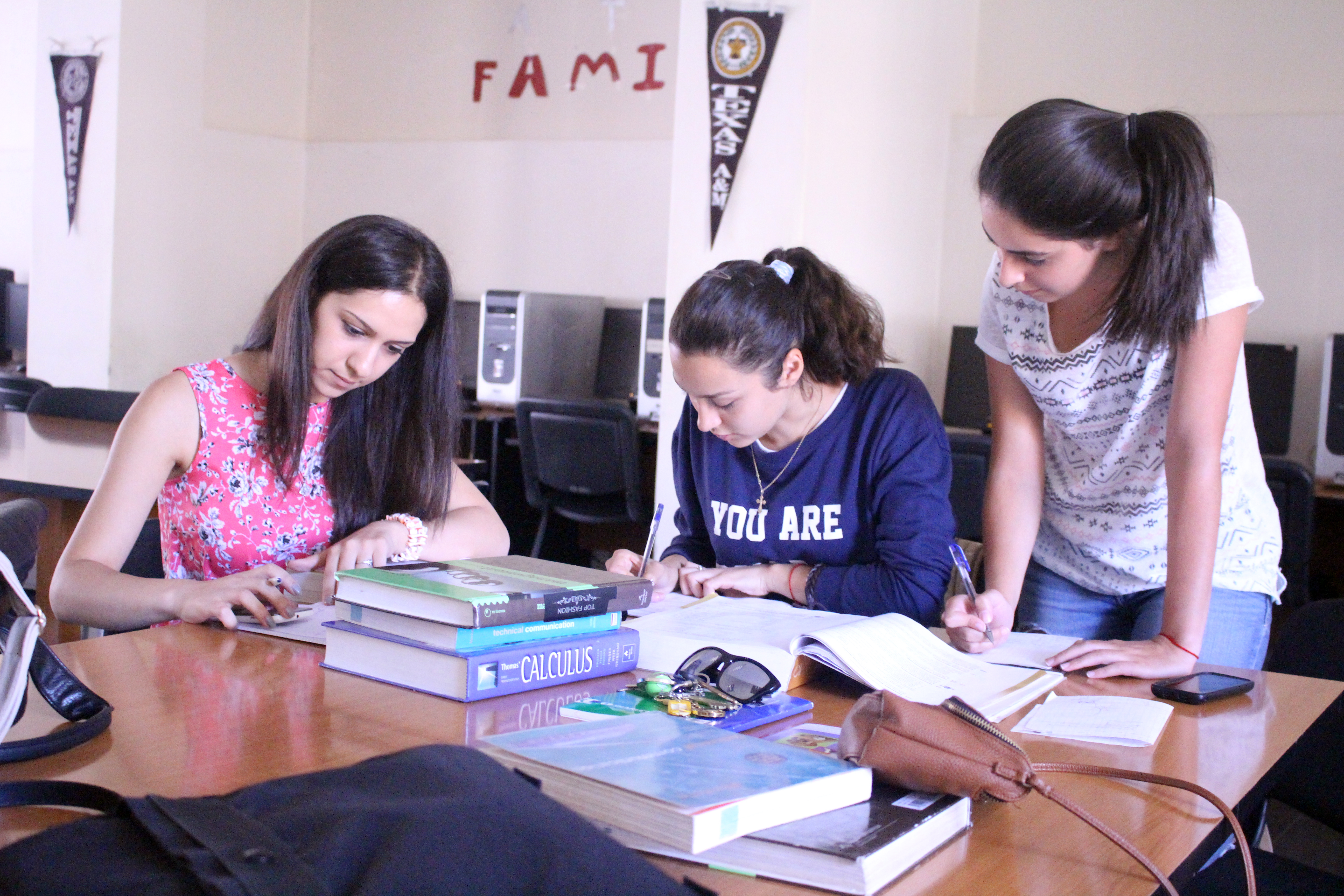
Persones escrivint i consultant llibres

Quan els sistemes d'escriptura foren inventats en les antigues civilitzacions, l'ésser humà utilitzà tots els suports d'escriptura al seu abast: taules de cera, plom, pells, ossos, fusta, papirs o post de massilla.
És probable que la primera escriptura aparegués a Àsia a l'antiga Mesopotàmia, mitjançant signes cuneïformes. L'escriptura cuneïforme utilitzava una eina de canya amb secció triangular que, en pressionar l'argila, deixava una marca en forma de tascó. La van utilitzar els sumeris, accadis, asiris, hitites, perses, babilonis, etc.
Sobre l'escriptura egípcia podem distingir l'escriptura jeroglífica, que representa les paraules per mitjà de figures, altres pobles, com els hitites i els asteques, també van tenir aquesta mena d'escriptura, que va evolucionar en cursiva: en les escriptures hieràtica i demòtica, i també en una escriptura fonètica amb 22 signes consonàntics i 36 sil·làbics.

#### Aspectes físics
Del punt de vista físic cal considerar dos components bàsics en qualsevol text escrit:
- el suport
- la part escrita, pròpiament dita.

Pel que fa al suport ja s'han indicat les variants més amunt: argila, escorça d'arbres, pells adobades, planxes de pissarra, paper, paper amate, polímers, ...

#### Física de la part escrita
Hi ha tres variants principals usades per a escriure:
- suprimint material del suport
- deformant el suport
- afegint material al suport
  - En els llibres tradicionals el suport és de paper i el material afegit la tinta.

Exemples:
- tinta sobre pergamí
- guix sobre pissarra
- ratllar planxes metàl·liques (làmines de plom amb inscripcions ibèriques,[4] lleis etrusques escrites en làmines de plom,[5] rotlle de coure  de Qumran,[6] Llibre del Mormó…)[7]
- deformar planxes metàl·liques

#### Casos especials
- El sistema Braille pot considerar-se un cas especial.
- Cinta perforada

## Història del llibre

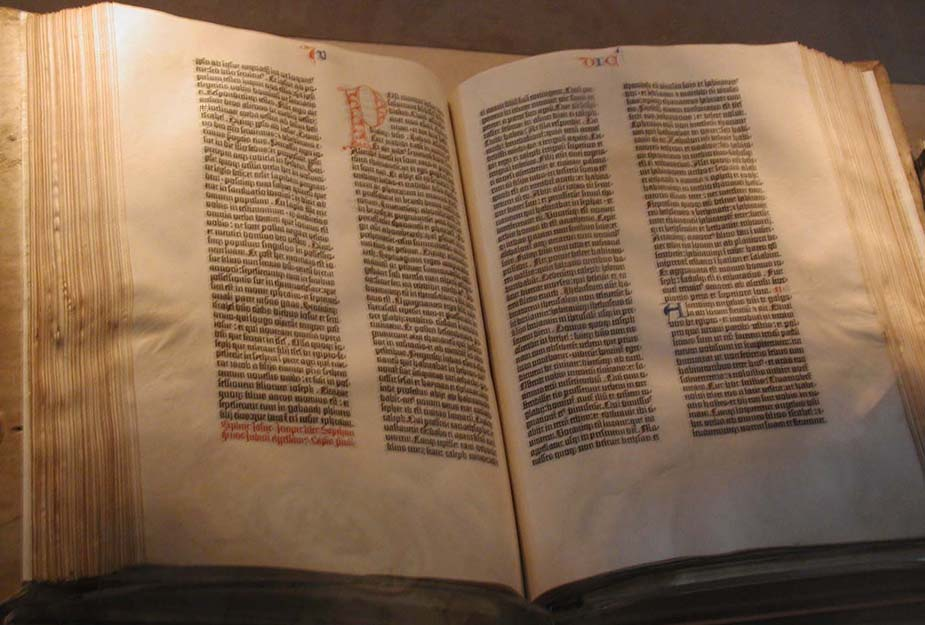
Exemplar original de la Bíblia de Gutenberg

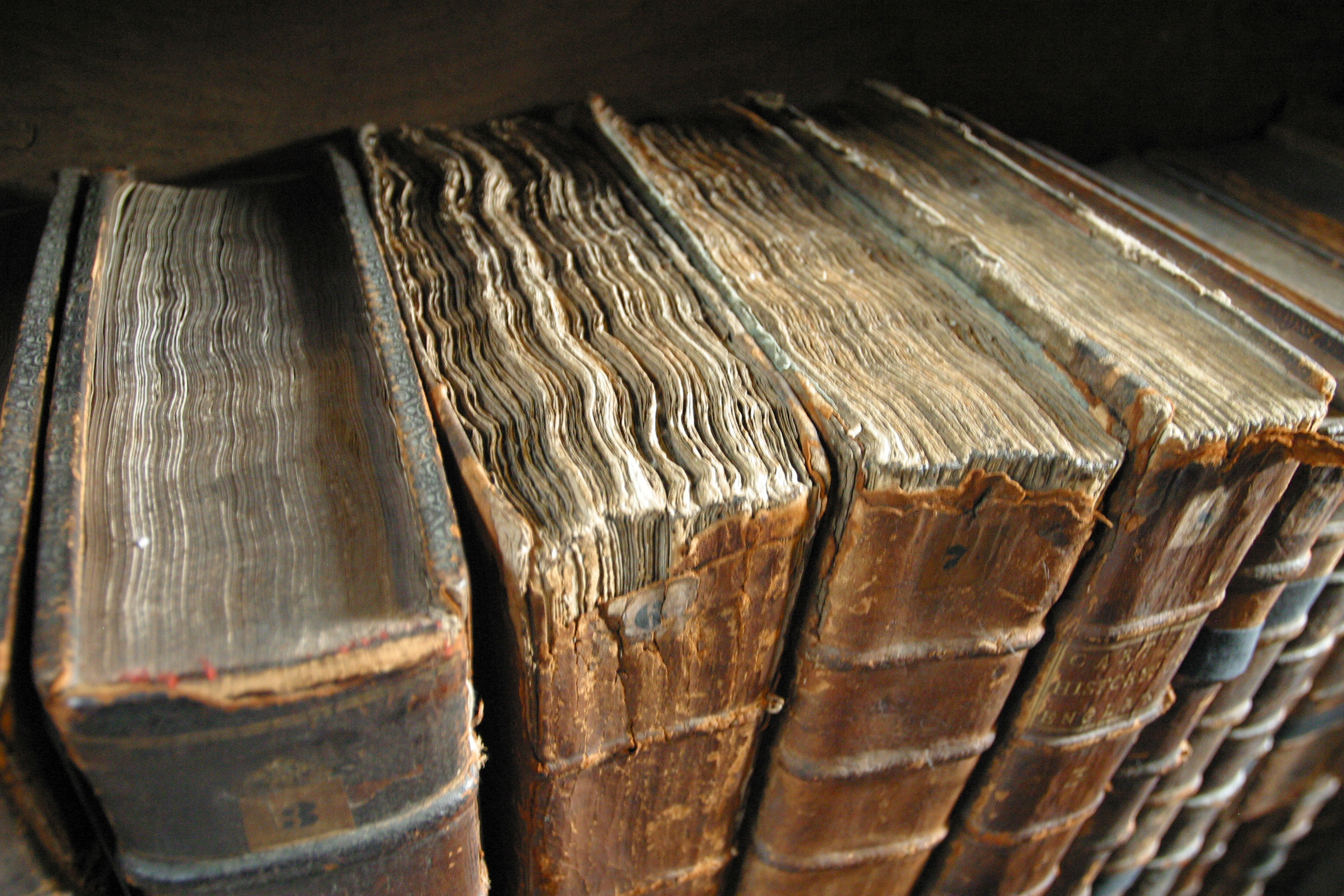
Llibres antics

Quan els sistemes d'escriptura (vegeu Història de l'escriptura) es van inventar en les antigues civilitzacions, tot aquell suport sobre el qual es podia escriure es feia servir. L'alfabètic escrit (vegeu Història de l'alfabet) va sorgir a Egipte al voltant de 1800 aC i s'hi escrivia en rotlles de papir. Els rotlles van ser la forma dominant de llibre en la cultura hel·lenística, romana, xinesa i hebrea. El format més modern que va suposar el còdex, més similar a un llibre, es va engegar al món romà en l'antiguitat tardana, però el format de rotlles va persistir molt més de temps a l'Àsia. Els còdexs potser van desenvolupar-se a partir de tauletes de fusta, però tots els que es coneixen avui són documents escrits a mà amb les pàgines separades, unides per una costura i enquadernades. Només dins de la comunitat cristiana se'n va fer un ús generalitzat, gradualment durant els segles iii i iv.
Gairebé tots els llibres eren manuscrits que es copiaven i il·luminaven a mà, i això feia els llibres molt cars i relativament poc freqüents. El procés de producció era llarg i laboriós; a més, els llums i les espelmes estaven prohibits per evitar incendis, i els monjos no podien parlar per no cometre errades. El judaisme ha mantingut l'art de l'escriba (sofer) fins al present. Al principi, la majoria d'obres eren copiades als monestirs d'una en una però amb el sorgiment de les universitats al segle xiii, van ser dividides en fulls solts que es prestaven a diferents copistes dels gremis d'impressors, augmentant la velocitat de producció. A Europa, a principis de segle xiv, els còdexs o llibres començaren a ser produïts per impressió de blocs (xilografia) però la impressió xilogràfica es va originar a la Xina, cap el 220 aC. Els primers tipus tipogràfics van sorgir també a la Xina, però a Europa la impremta no es va començar a usar fins al voltant de 1450. Els primers llibres impresos, els fulls solts i les imatges que van ser creades abans de l'any 1501 a Europa són coneguts com a incunables.
Les impremtes de vapor es varen fer populars a començaments del segle xix. A mitjan segle va fer-se més barat el cost de producció dels llibres i en paral·lel, o com a causa, va augmentar la lectura del públic general, l'índex d'alfabetització i la demanda d'informació escrita. Al llarg dels segle xx i XXI, s'ha experimentat un constant creixement en la demanda dels llibres, sovint coneguda com l'explosió de la informació. El seu creixement no ha sigut detingut per l'audiollibre ni pel llibre electrònic, el 1981 va sortir-ne a la venda el primer, tot i que el format no es va popularitzar fins l'inici del segle xxi. Hi surten tant llibres inèdits com versions digitals de llibres de paper o fins i tot més antics. El manteniment dels llibres digitals és més costós i la seva durada de vida molt curta, en part per la rapidíssima obsolescència dels sistemes de suport i de les màquines que es necessiten per a accedir al seu contingut. Els llibres antics (medievals, del Renaixement, etc.) es conserven molt millor, gràcies a una molt major qualitat del paper i de la tinta, que els llibres editats als segles xx i XXI, amb costos molt més baixos, però una qualitat i durada de vida molt inferior.

### Anecdotari
Al llarg del temps hi ha hagut llibres notables i famosos o anècdotes relacionades amb els llibres. Una mostra és la que segueix.
- Llibre dels Morts
- Els deu manaments
- Les Lleis de les dotze taules.[15]
- El Llibre dels Reis
- Digesta o Pandectae
- Timeo hominem unius libri, Temo l'home d'un sol llibre.
  - La frase ha estat atribuïda a diferents autors (Ciceró,[16] Seneca,[17] Agustí de Hipona, Tomàs d'Aquino,[18]...). Hi ha controvèrsia sobre el seu significat.
- Llibre Vermell de Montserrat
- Leabhar Donn.[19]
- Enchirridi forma. Llibres de butxaca.
  - Aldo Manuzio fou l'inventor de la lletra cursiva o itàlica i de l'edició de llibres en format petit, fàcilment transportables.[20]
- El libro de arena és una obra que reuneix contes i relats de l'escriptor argentí Jorge Luis Borges, publicada l'any 1975.
  - Entre altres relats n'hi ha un que dona nom al conjunt, amb el títol de "El libro de arena". Es tracta d'un conte imaginari que parla d'un llibre infinit.[21]

### Censura, destrucció i vandalisme
Al llarg del temps, diversos grups, especialment les autoritats polítiques i religioses, han censurat el contingut de llibres no desitjats. O n'han prohibit la seva difusió. Un exemple típic és l'Índex de llibres prohibits..
En èpoques diferents i en països determinats, es va procedir a la crema pública de bíblies traduïdes al vulgar.
El 10 de maig de 1933, alguns estudiants nazis cremaren 25.000 llibres a la plaça de l'òpera de Berlín. En altres ciutats alemanyes hi hagué actes de destrucció pública semblants.

## Classificació

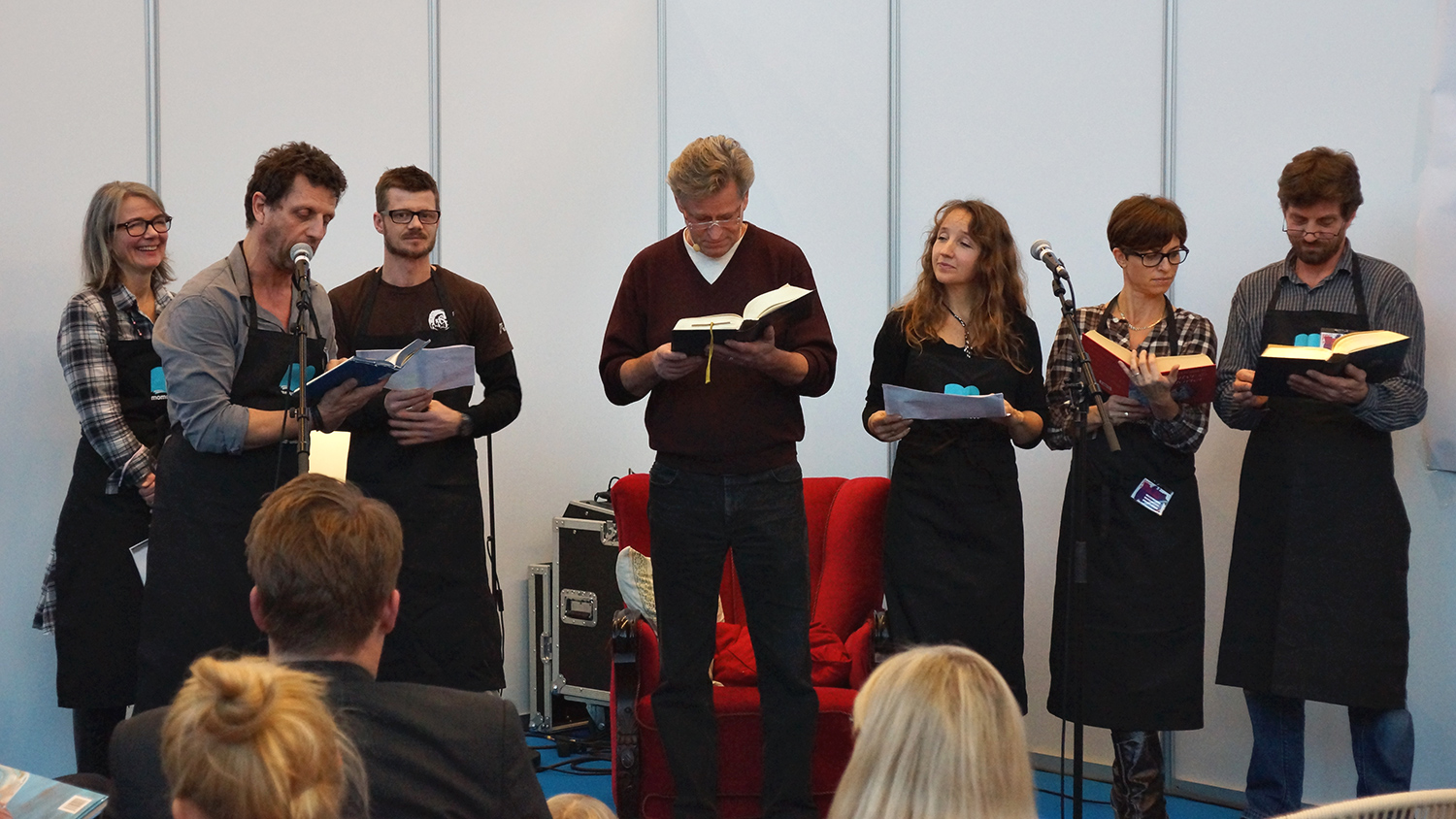
Actors i actrius d'audiollibres llegint contes infantils davant el públic en una fira del llibre

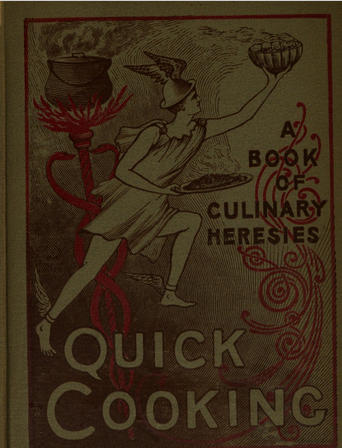
Llibre de cuina ràpida de l'any 1887

Els llibres es poden classificar segons com estiguin fets físicament o pel seu contingut. Segons la confecció, hi ha llibres de tapa dura o de butxaca, per exemple, mentre que el contingut estableix dos grans tipus de llibres: els de ficció i els de no-ficció. Dins la ficció, es troben els grans gèneres de la literatura (poesia, narrativa i text teatral) i, en canvi, els llibres de no-ficció es divideixen en:
- Llibres de referència
  - Diccionaris
  - Enciclopèdia
  - Llibre de text
- Llibres instructius
  - Guies o how-to
  - Manuals per a fer funcionar aparells o programes informàtics
  - Receptes de cuina
- Assaig i llibre divulgatiu
- Guies de viatge
- Àlbums de fotos
- Llibres de jocs
  - Passatemps
- Biografies i diaris
- Reculls de premsa

## Llibre de paper

### Parts

Esquema de les parts del llibre:
faixa,
doblec o gira (ací, incorporada a la coberta),
guarda anterior (ací, la contraguarda),
coberta,
talls o cantells,
cap,
canal,
peu,
pàgina dreta (recto del full),
pàgina esquerra (verso del full),
esquena. No s'hi representa el queix (queixal, ço és porció sortint, fet en els primers i darrers plecs d'un llibre, en què encaixen les tapes.

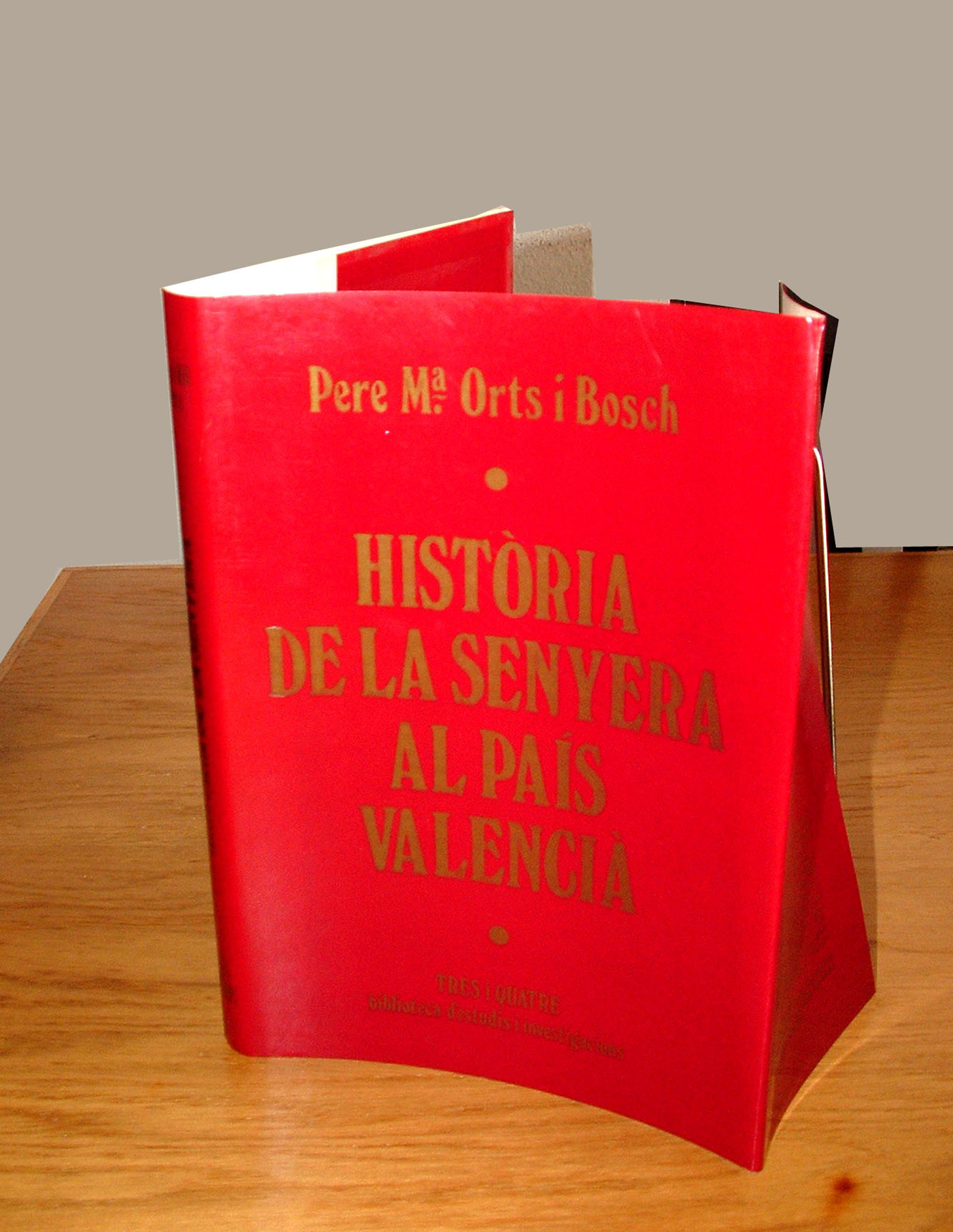
Exemple de sobrecoberta de llibre

El llibre de paper, en tant que unitat física (volum), és compost d'un aplec de plecs o de fulls encolats o relligats entre si, que formen la tripa, la qual és enquadernada amb coberta. L'extrem per on resten units els plecs o fulls és l'esquena (o llom), a la part del llibre oposada a aquella per la qual s'obre, i sol contenir el títol de l'obra. Els altres extrems són els talls o cantells (vores laterals d’una pàgina d’un llibre oposades a la vora unida al llom) : el cap o tall superior; el canal (part còncava anterior d'un llibre enquadernat, oposada al llom) o tall frontal (oposat a l'esquena); i el peu o tall inferior (oposat al cap). El folre és una tira de paper o de tela amb què hom cobreix el llom d'un llibre per tal de reforçar la unió dels plecs i la del llibre a la tapa.
Les parts principals del llibre, anant de l'exterior a l'interior, són les següents:
- a) coberta (o tapa) anterior, a voltes protegida encara per sobrecoberta. La bolleta és la cabota de clau que guarda i adorna les cobertes d'un llibre. També designa el full de paper, de cartolina o d'altra matèria, que cobreix i defensa el llom i les dues cares laterals d'un llibre. Afinar és igualar les cobertes d'un llibre, de manera que no surtin més d'una banda que de l'altra.
- b) guardes anteriors, parell de fulls encarats que uneixen les cobertes amb les tripes. Una de les guardes (contraguarda) està encolada a l'anvers de la coberta anterior; l'altra (guarda volant) fa de primer full del llibre.
- c) L'anvers, full que és a la dreta del lector i que porta la numeració senar. El revers és el full oposat a l'anvers.
- d) La gira o doblec és la part de la sobrecoberta plegada sobre les cobertes d'un llibre, i la part del sobre que el tanca.
- e) preliminars, consistents bàsicament en:
  - full de respecte, (o volant o pàgina de cortesia), en blanc,
  - portadella, pàgina on figura (sovint en forma resumida) el títol del llibre, o el nom de l'autor, o el títol i número de la col·lecció.
  - frontispici, pàgina que és al verso (esquena o dors) de la portadella, en la qual hi ha una il·lustració o pot restar en blanc.
  - portada, principal element que identifica el llibre; el seu verso és habitualment la pàgina de crèdits,
  - full amb endreça o amb lema al recto,
  - sumari (eventualment acompanyat d'altres taules especialitzades),
  - pròleg, escrit per algú altre que l'autor, presenta aquest o l'obra,
  - prefaci o introducció, escrit pel mateix autor de l'obra, presentant aquesta o la seva matèria, etc. La nomenclatura d'aquesta secció és variadíssima, i –almenys en català-- no sempre està clarament definida ni delimitada: introducció, preàmbul, proemi, prefaci, liminar, prolegòmens, presentació, exordi, notícia, avís al lector, pòrtic, introit, advertiment...
- f) cos de l'obra, o part principal, cardinal, del text, agrupat per signatures i sovint estructurat intel·lectualment en seccions anomenades capítols (que poden subdividir-se en epígrafs); en cas necessari, els capítols poden agrupar-se en seccions de rang superior (llibre, tom, part...). El cos de l'obra pot anar rematat per un epíleg (o conclusió, o postfaci, etc.), de caràcter recopilatori o a tall de resum,
- g) seccions posteriors o auxiliars, entre les quals, i sempre per ordre normat de presentació:
  - annex (o apèndix)
  - altres (com ara glossari, notes...)
  - bibliografia
  - índex alfabètic
  - colofó, nota de l'impressor (no pas de l'autor ni de l'editor), amb dades tècniques sobre la impressió (nom de la impremta, data de conclusió de la feina, qualitat del paper, tipus i cossos emprats, etc.)
- h) guardes posteriors, amb la guarda volant posterior fent de darrer full del llibre i la contraguarda posterior encolada al dors de la coberta posterior,
- i) coberta (o tapa) posterior,
- j) llom o esquena —les dues cobertes, l'anterior i la posterior, estan unides per l'esquena. El llom o esquena representa tant la part interior del llibre per on s'uneixen els fulls a la tapa, com la part exterior del llibre, continuació natural de les cobertes, que la protegeix.[26] Com a part exterior, és la part visible quan els llibres estan arrenglerats en lleixes, i normalment porta el títol del llibre. L’encaix (o caixo, probable adaptació del castellà cajo), és el buit en forma de vora o llengüeta del llom d'un llibre, que hom forma quan enquaderna a l'esquena d'un llibre sobre els primers i darrers fulls, perquè hi encaixi la coberta i càpiguen còmodament els cartons que han de cobrir-los, compensant el gruix de les tapes.

Altres elements que poden ser part d'un llibre són:
- k) La puntera, reforç de tela o de pell que es posa a les puntes de les tapes d'un llibre.
- l) La capçada o girador, element decoratiu que consisteix en un cordonet que es col·loca al capdamunt i al capdavall de l'esquena en enquadernar un llibre, que a vegades pot incorporar un senyal de capçada, una veta o tira de tela (o cuir), que és fixada a la capçada de l'esquena del volum que hom pot fer passar entre les pàgines a voluntat i serveix de senyal per a reprendre la lectura on hom l'havia deixada després d'haver tancat el llibre. Capçar vol dir fer o adobar el cap o extrem d'una cosa, entre llibreters, és cosir les capçades d'un llibre.
- m) El teixell, peça de cuir, pergamí, tela... on és inscrit tradicionalment el títol del llibre.
- n) El folre (o folradura o sobrecoberta o cobrellit o camisa o folradura, ant. sobrevesta) és un estoig protector de paper o altre material destinat a protegir un llibre o un quadern.
- o) Les escativanes, tires de paper o tela, que es posen en les làmines o fulles soltes per a enquadernar-les quan no resta marge per a fer-ho.
- p) El peu de cabra, gravadura que serveix per a ornamentar esquenes i tapes dels llibres.
- q) El correig, antigament, lligall de cuiro que servia per a mantenir les cobertes d'un llibre tancat.
- r) La corretja, antigament, llenca de pell que servia com a tancador en els llibres antics.
- s) Les costelles llenques de cartó que es posen a l'esquena del llibre abans de cobrir-lo de pell per a relligar-lo.
- t) El tancador, baga o sivella amb què es mantenen subjectes les cobertes d'un llibre quan aquest està tancat.
- u) La cantonera, peça de metall o altra matèria dura, generalment de forma triangular, que es posa com a reforç a cada cornaló de les cobertes d'un llibre.
- v) La mitja pell o mitja pasta (enquadernació en què el llom és de pell, les cantoneres, de tela o de pergamí, i els plans, de paper decorat o de tela).
- w) La geniva (en un llibre relligat, part de les tapes que surt més que els fulls).
- x) El virador', ferro amb què els enquadernadors fan ratlles al llom del llibre que es relliga en pasta.

### Confecció

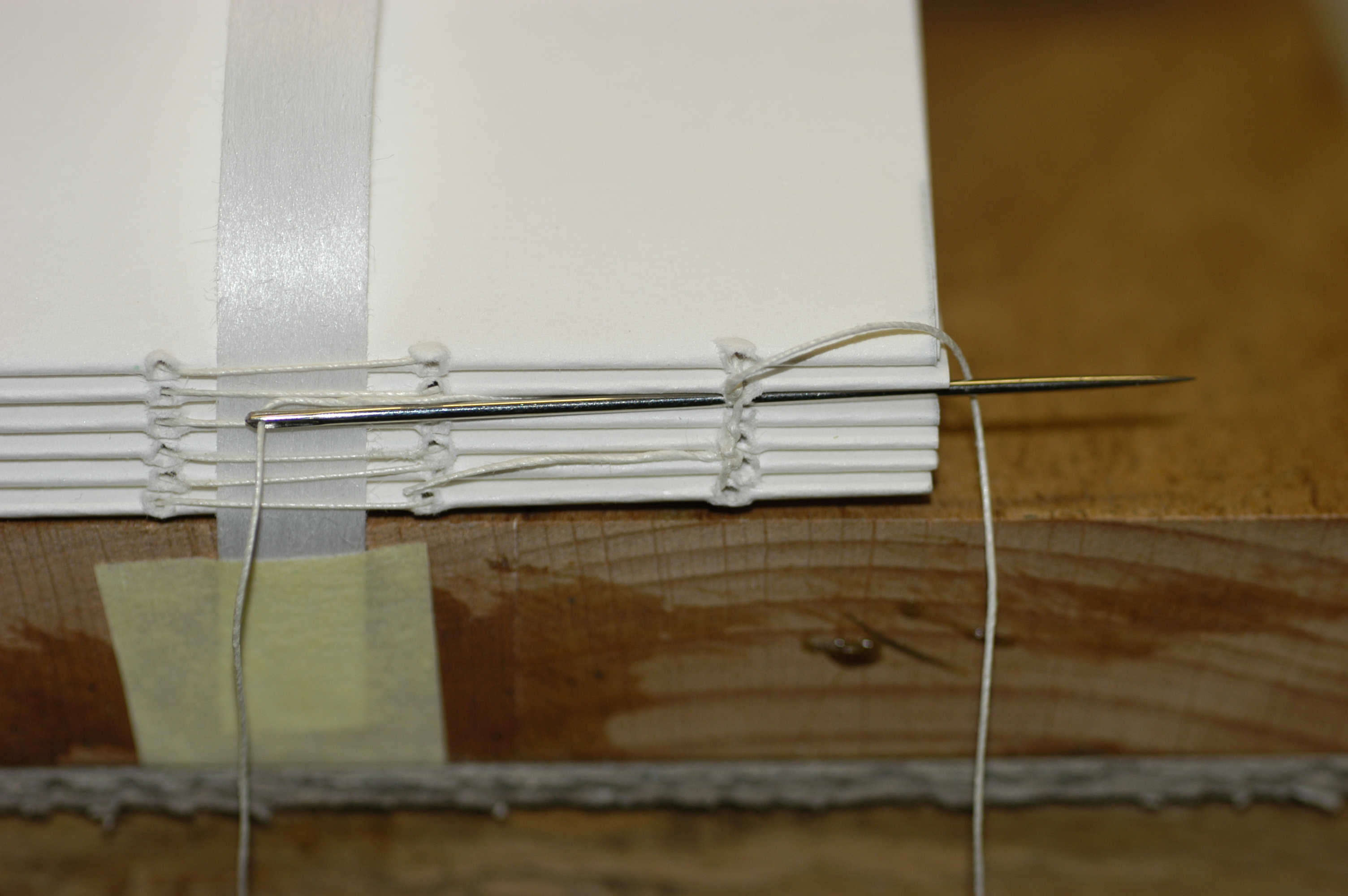
Cosint les pàgines d'un llibre

Normalment, el llibre de paper consisteix en un imprès en grans fulls de paper (folis) cadascun dels quals conté vuit pàgines en cada cara, tot i que les premses més modernes poden imprimir setze, trenta-dues i fins a seixanta-quatre pàgines per cara. Cadascun d'aquests grans folis es plega diverses vegades fins a convertir-lo en un plec o quadern de setze pàgines; els plecs es numeren i ordenen pel sistema de la signatura.
Tret del cas de l'enquadernació a l'americana, els plecs es cusen o s'apeguen per l'esquena; aquest es pot arrodonir (esquena clàssica) o deixar pla (esquena moderna); també s'hi poden encolar les capçades i, si cal, una malla de tela per a assegurar-ne les parts. En cas que l'enquadernació hagi de ser en tapa dura, es marca una fesa (o «endit») vora l'esquena, que té com a funció de facilitar l'obertura del llibre, el qual es reflectirà en el queix de l'enquadernació. Per fi, la tripa (el conjunt de plecs relligats) es guillotina o s'iguala (ço és tallar-ne els fulls fent-los tots iguals) per tres costats (per tots quatre, en l'enquadernació a l'americana) i es procedeix a l'enquadernació pròpiament dita (fixació de les cobertes, amb eventual presència de guardes, nervis, entrenervis, teixell, etc.). Tradicionalment aquesta tasca era manual amb una mena de coltell; avui dia, l'habitual és fer-la automàticament i en sèrie.
Moltes vegades, el text de l'obra no arriba a cobrir les darreres pàgines, cosa que provoca que alguns llibres tinguin pàgines buides a la fi, encara que molts cops són aprofitades per a incloure-hi publicitat editorial.

## Fabricació

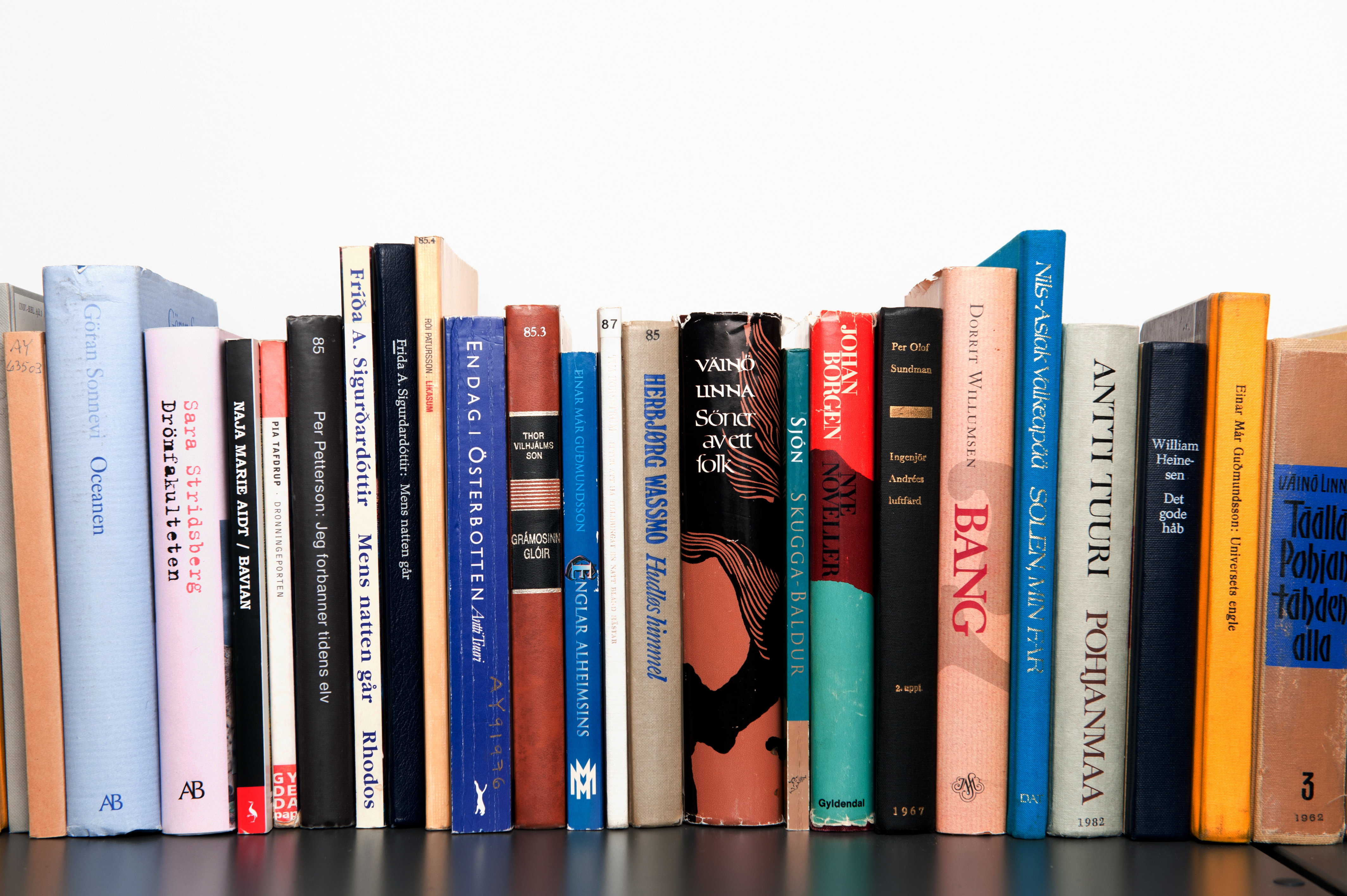
L'esquena del llibre és un aspecte important del disseny d'un llibre, especialment el disseny de la coberta. L'esquena és la sola superfície amb informació sobre el llibre que resta visible quan hi ha diversos llibres apilonats o desats sobre un prestatge. A les llibreries, els detalls de l'esquena són la part que atreu l'atenció dels compradors potencials.

Els mètodes d'impressió i enquadernació de llibres patiren pocs canvis entre el segle XV i principi del segle XX. Encara que el procés estava més mecanitzat, els impressors del 1900 encara tenien moltes coses en comú amb Gutenberg. L'invent de Gutenberg consistia en tipus mòbils de metall que es poden ordenar en paraules, línies i pàgines i seguidament es podien imprimir amb una impremta per a crear tantes còpies del document com es desitgessin. Els llibres de paper d'avui en dia s'imprimeixen en un tipus de paper dissenyat específicament per a aquest ús. Tradicionalment s'ha buscat que el paper dels llibres sigui blanquinós (cosa que en facilita la lectura), amb prou opacitat per a evitar el text que una cara es vegi a l'altra i, generalment, amb un gruix molt precís, especialment en el cas dels llibres de tapa dura. La qualitat del paper depèn del tipus de llibre: el paper estucat, el paper fi no recobert, el paper fi recobert i el paper de còpia en són alguns exemples habituals.
Avui en dia, la majoria de llibres s'imprimeixen mitjançant un sistema d'impressió òfset. A l'hora d'imprimir un llibre, es posen les pàgines sobre la planxa de manera que restin en l'ordre correcte després de plegar el full imprès. Actualment se solen imprimir els llibres en un petit nombre de mides estandarditzades.

## Audiollibre

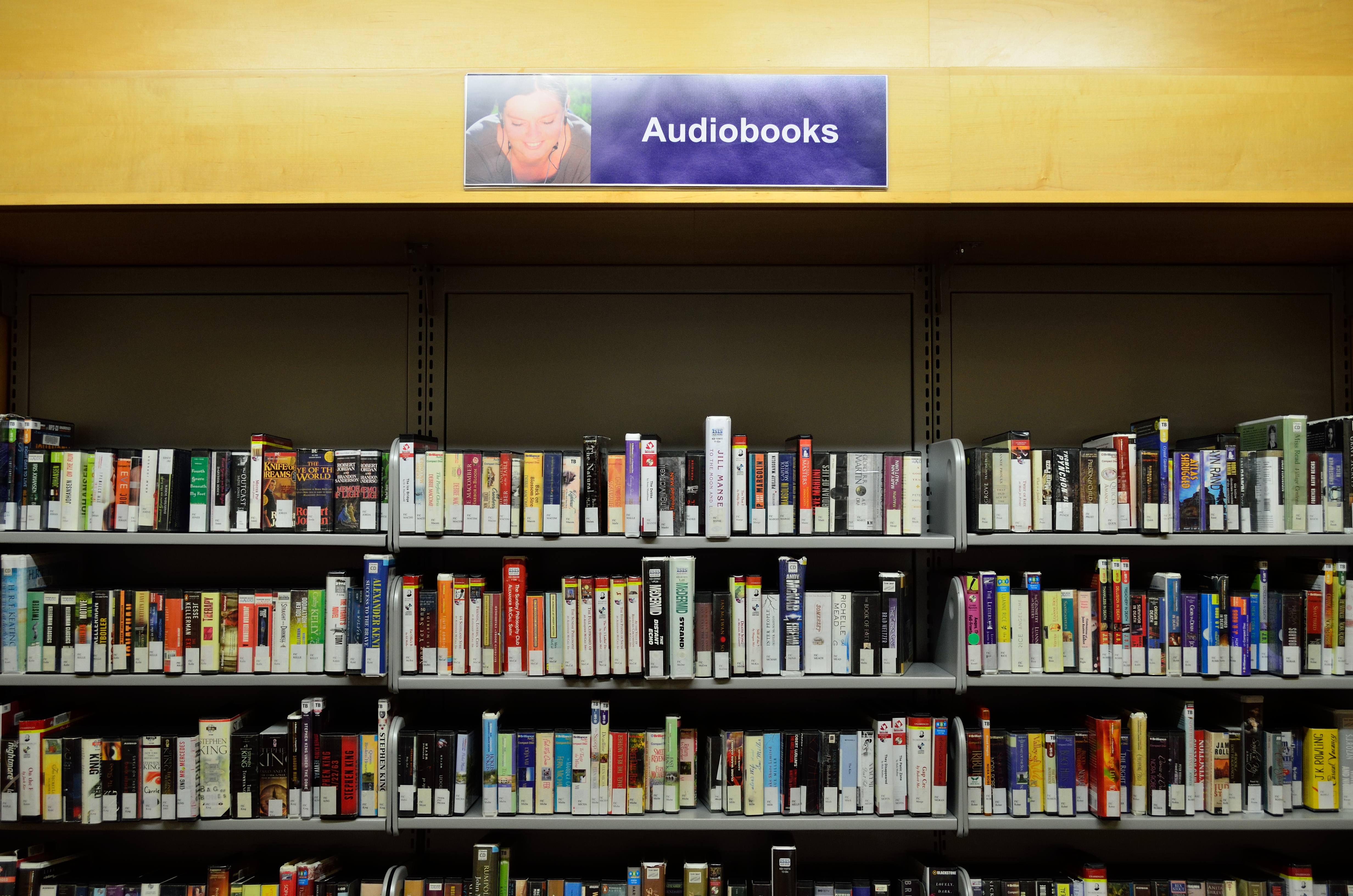
Audiollibres a una biblioteca

Un audiollibre és un enregistrament d'un llibre llegit en veu alta per intèrprets, locutors, narradors, en la seva versió íntegra de l'obra original i sense música de fons. Se sol distribuir en suport CD, DVD o en formats desmaterialitzats com l'MP3.

## Llibre electrònic

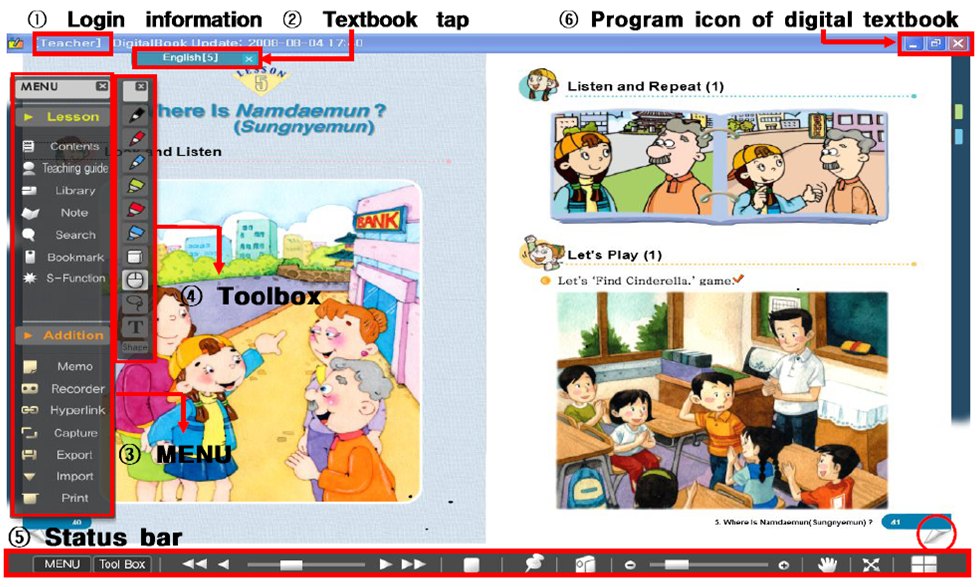
Llibre digital infantil

Als anys 1940, Ángela Ruiz Robles va patentar el precursor del llibre electrònic o llibre digital (en anglès, eBook) i a finals del 1971 va començar a desenvolupar-se un projecte que pretenia digitalitzar obres escrites antigues clàssiques, perquè estiguessin a l'abast de més persones, però no va ser fins 1981 quan va sortir a la venda el primer llibre electrònic: el diccionari Random House's Electronic Dictionary.
En 2001 el novel·lista de best-selllers Stephen King va llançar directament al mercat per la xarxa d'internet el seu llibre electrònic Riding the Bullet. L'obra en menys de quaranta-vuit hores va ser venuda a més de mig milió d'exemplars, al preu de dos dòlars i mig l'exemplar. El mes següent, Putin també va publicar a Internet les seves memòries. D'aquell moment ençà, van començar a aparèixer diverses cases editores electròniques i moltes botigues virtuals van anar incorporant llibres electrònics als seus catàlegs.